# Unscharfmaskierung

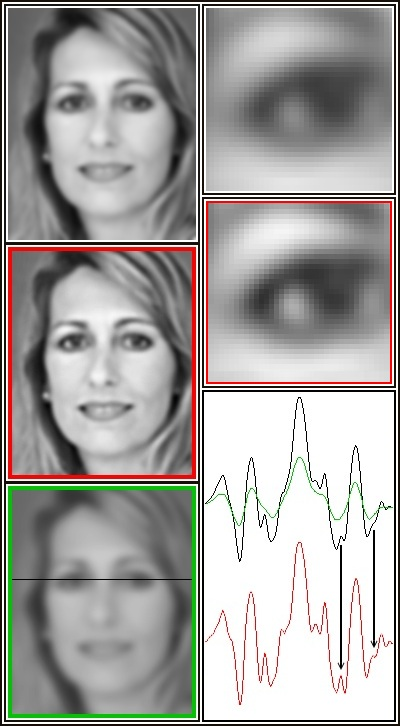
Erhöhung des Schärfeeindrucks durch unscharf Maskieren.

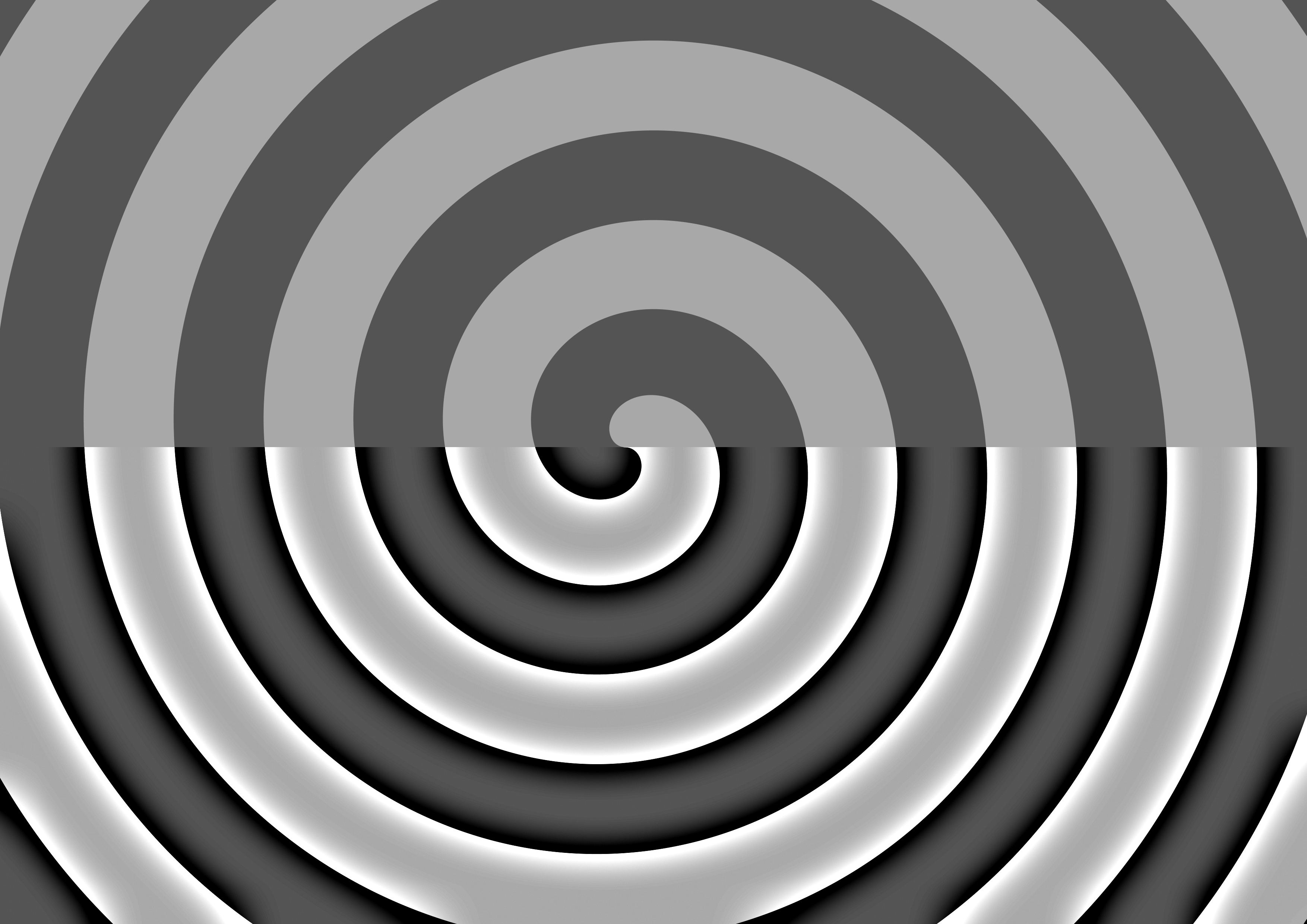
Bei der Unscharfmaskierung werden Kontraste an den Kanten erhöht.

Unscharfmaskierung (auch: „Selektive Schärfe“) bezeichnet in der Bildbearbeitung eine Filtermethode, bei der der Schärfeeindruck eines Fotos mit Hilfe einer unscharfen Kopie dieses Fotos erhöht wird.

## Prinzip
Geschärfte Bilder erscheinen detailreicher, da die Wahrnehmung des Menschen auf die Erkennung von Kanten und Linien hin optimiert ist (siehe auch Machsche Streifen). Der Informationsgehalt wird, wie bei allen nachträglich durchgeführten Bildoperationen, nicht erhöht.
Siehe Hauptartikel: Schärfen
Das Prinzip des Unscharf Maskierens veranschaulicht die Abbildung: Um die Schärfe des Fotos oben links zu vergrößern, wird zunächst eine unscharfe Kopie erstellt, unten links. In der Analogtechnik benutzte man eine transparente Kopie, um, zusammen mit dem
Negativ des Originals, Fotos zu belichten. In der Digitaltechnik subtrahiert man das unscharfe Bild vom Ausgangsbild und erhält als Ergebnis das mittlere Foto. In der Ausschnittsvergrößerung des Auges rechts lässt sich die Kontrastverstärkung an den Helligkeitsübergängen durch die Filterung deutlich erkennen. Das Diagramm unten rechts stellt die Helligkeitsverteilung einer horizontalen Linie in Höhe der Augen dar. Subtrahiert man die grüne Kurve des unscharfen Bilds von der schwarzen Linie des Ausgangsbilds, erhält man, nach Anpassung des Gesamtkontrasts, als Resultat die rote Linie. Die Pfeile verweisen auf einige Bereiche, die nach der Bildoperation eine höhere Schwankung aufweisen und durch das Auge als Zunahme der Schärfe interpretiert werden.
Neben dem Grad der Unschärfe des Differenzbildes und der Helligkeit des Differenzbildes erlaubt es die Digitaltechnik, weitere Parameter zur Steuerung der Schärfung einzuführen.